# Nej Til Krig
 Der er for få eller ingen kildehenvisninger i denne artikel, hvilket er et problem. Du kan hjælpe ved at angive troværdige kilder til de påstande, som fremføres i artiklen.

Nej Til Krig er en fredsbevægelse der startede under navnet Nej til Irak-krigen, men senere skiftede navn til Nej Til Krig; de har flere gange lavet demonstrationer, blandt andet 17. marts 2007 arrangerede de en landsdækene demonstration for at markere 4-årsdagen for krigen i Irak, med et krav om at trække de danske styrker hjem.